# Горње Плањане
Горње Плањане је насељено мјесто у Далмацији. Припада општини Унешић у Шибенско-книнској жупанији, Република Хрватска.

## Географија
Горње Плањане се налази око 4 км сјеверно од Унешића.

## Историја
До територијалне реорганизације у Хрватској насеље се налазило у саставу бивше велике општине Дрниш.

## Становништво
Према попису становништва из 2011. године, насеље Горње Плањане је имало 166 становника.
| Демографија | Демографија | Демографија |
| Година      | Становника  | Становника  |
| ----------- | ----------- | ----------- |
| 1961.       | 613         |             |
| 1971.       | 542         |             |
| 1981.       | 380         |             |
| 1991.       | 277         |             |
| 2001.       | 214         |             |
| 2011.       |             | 166         |

## Попис1991.
На попису становништва 1991. године, насељено место Горње Плањане је имало 277 становника, следећег националног састава:
| Попис 1991.‍ | Попис 1991.‍ | Попис 1991.‍ | Попис 1991.‍ | Попис 1991.‍ |
| ----------- | ----------- | ----------- | ----------- | ----------- |
|             |             |             |             |             |
| Хрвати      | Хрвати      |             | 276         | 99,63%      |
| Словенци    | Словенци    |             | 1           | 0,36%       |
| укупно: 277 |             |             |             |             |